# オータン伯
オータン伯（comte d'Autun）は、現在のフランスのオータンを支配したフランク王国の伯爵。その系譜は不明な点が多い。

## 歴代オータン伯
括弧内は在位年。
- ティエリー1世[1]（742年以前 - ?） ベルトラード・ド・プリュムの子孫。カール・マルテルの娘とみられるアルダと結婚[2]。ギレム家。
- ジラール ポワティエ伯アッボンの父とされる[3]。
- シルデブラン3世（796年以前 - ?） ニーベルング2世とティエリー1世の娘ベルタとの子とみられる[4]。ニーベルング家。
- セオデン[5]（804年[6]） ティエリー1世の子、ギレム家。
- ティエリー2世[1] セオデンの子[5]、ギレム家。
- ティエリー3世[7]（? - 826年） ギレム家
- ベルナール1世（? - 844年） セプティマニア辺境伯、ギレム家。
- ゲラン（ワラン）（844年 - 853年） オーヴェルニュ伯、プロヴァンス公
- イザンバール（en）（853年 - 858年） ゲランとアッバ（セオデンの娘？）の子[5]
- ベルナール2世（毛深脚伯）（858年 - 861年） ベルナール1世の子[5]、ギレム家。
- ロベール豪胆公[8]（861年 - 866年） ロベール家
- ベルナール子牛伯（Bernard le Veau）（868年 - 872年） シルデブラン3世の子[5]、ニーベルング家。
- ベルナール2世（872年 - 873年） 復位
- エシャール（873年 - 876年） シルデブラン3世の子[5]、ニーベルング家。
- ベルナール・ド・ゴティ（876年 - 878年） ゴティア辺境伯[9]
- ティエリー4世（878年 - 879年） エシャールの弟[10]、ニーベルング家。
- ボソ（879年 - 880年） プロヴァンス王[11]、ボゾン家。
- リシャール（880年 - 921年） ブルゴーニュ公、ボソの弟[12]、ボゾン家。

その後、オータン伯領はブルゴーニュ公領に併合された。